# Bufotes boulengeri
Bufotes boulengeri – gatunek płaza bezogonowego z rodziny ropuchowatych występujący w Afryce Północnej oraz na Sycylii i pomniejszych włoskich wysepkach. Dorasta zazwyczaj do 8,0 cm długości i cechuje się zmiennym ubarwieniem. Płaz ten do rozrodu podchodzi być może dwa razy w ciągu roku oraz dobrze znosi duże zasolenie wody. Gatunek najmniejszej troski (LC) w związku z rozległym zasięgiem występowania oraz dużymi rozmiarami populacji.

## Wygląd
Samce dorastają zazwyczaj do 6,3–8,0 cm, a samice do 7,0–8,0 cm długości (chociaż notowano osobniki o nieokreślonej płci mierzące 10,7 cm długości). Pysk widziany z góry jest okrągły, a głowa widziana z boku ma tępe zakończenie. Gruczoły przyuszne duże, jajowate oraz równoległe względem siebie. Błona bębenkowa dobrze widoczna, jej rozmiar wynosi około 45% rozmiaru oka. Samce posiadają jeden rezonator znajdujący się pod gardłem. Kończyny przednie oraz palce są lepiej zbudowane u samców. U obu płci na dłoniach występują dwa modzele podeszwowe (ang. metacarpal tubercles). Palce u dłoni nie są spięte błoną pławną, a na stopach błona ta jest szczątkowa. Podczas okresu godowego u samców obecne są modzele godowe na trzech pierwszych palcach u dłoni. Skóra na grzbiecie szorstka, pokryta małymi lub średnimi guzkami i kolcami. Skóra na brzuchu ziarnista.
Występuje duża zmienność w ubarwieniu. Grzbiet ma zazwyczaj kolor od czerwonawobrązowego przez oliwkowy po kremowy. Występują również kropki (w kolorze od brązowawego przez oliwkowy po jasnozielony), które często się łączą tworząc paski. U niektórych osobników przez środek pleców przebiega zielonożółta linia. Brzuch zazwyczaj jednolicie żółtawobiały, u niektórych osobników występują również małe zielone lub ciemne kropki na brzuchu.

## Podgatunki
Obecnie wyróżnia się dwa podgatunki – B. boulengeri boulengeri występujący w Afryce Północnej i B. boulengeri siculus spotykany głównie na Sycylii. B. boulengeri siculus został opisany (na podstawie analizy filogenetycznej) w 2008 roku jako osobny gatunek, Bufotes siculus. Według części badaczy natomiast różnice genetyczne między taksonami nie są wystarczająco duże, żeby nadać B. boulengeri siculus rangę osobnego gatunku.

## Zasięg występowania i siedlisko
Płaz ten występuje głównie w Afryce Północnej. Populacje są zazwyczaj odizolowane od siebie i spotykane są w Saharze Zachodniej, Maroku, Algierii, Tunezji, Libii i Egipcie (B. boulengeri boulengeri). W Europie podgatunek B. boulengeri siculus występuje na Sycylii, Favignanie i Ustice. Płaz ten spotykany jest na wysokościach do 2670 m n.p.m.
Pozycja taksonomiczna populacji z Izraela, Jordanii, Synaju oraz południowo-zachodniej Arabii Saudyjskiej jest niepewna i istnieje możliwość, że należą one w rzeczywistości do ropuchy zielonej (Bufotese viridis) lub do Bufotes sitibundus.
Płaz ten zasiedla obszary leśne, zarośla, łąki, obszary podmokłe, obszary pustynne i półpustynne (głównie w pobliżu oaz), a także tereny rolnicze i miejskie. Płazy te żywią się stawonogami, głównie chrząszczami.

## Rozmnażanie i rozwój
Płaz ten być może podchodzi do rozrodu dwa razy w ciągu roku (od stycznia do czerwca, a następnie od września do listopada). Do rozrodu dochodzi w okresowych strumieniach, zbiornikach wodnych i sebhach. Płaz ten dobrze znosi duże zasolenie wody. Ampleksus jest pachowy, a samice składają jaja w zbiornikach rozrodczych blisko powierzchni wody. Kijanki wylęgają się po 3–5 dniach i są detrytusożercami. Do przeobrażenia dochodzi po 1–2 miesiącach, kiedy to kijanki mierzą 15–20 mm długości.

## Status i ochrona
IUCN klasyfikuje Bufotes boulengeri jako gatunek najmniejszej troski (LC) w związku z rozległym zasięgiem występowania oraz dużymi rozmiarami populacji.
Miejscowym populacjom zagrażać może utrata zbiorników rozrodczych spowodowana osuszaniem terenów podmokłych oraz przemysłowymi i rolniczymi zanieczyszczeniami wody. Płazom tym zagrażać może również budowa dróg, jednakowoż śmiertelność na drogach nie jest wysoka. Ponadto u marokańskiego osobnika wykryto obecność patogenicznego grzyba Batrachochytrium dendrobatidis. Osobnik ten natomiast nie wykazywał symptomów chytridiomikozy. B. boulengeri może być również odławiany w celach hodowlanych.
W Algierii płaz ten występuje na kilku obszarach chronionych, takich jak Park Narodowy Billizma oraz Park Narodowy Ahaggaru. Wymieniony jest również w załączniku II konwencji berneńskiej i załączniku IV dyrektywy siedliskowej Unii Europejskiej (jako Bufotes siculus).